# Genoa 1893 1995-1996
Questa voce raccoglie le informazioni riguardanti il Genoa 1893 nelle competizioni ufficiali della stagione 1995-1996.

## Stagione
Nella stagione 1995-1996 il Genoa, appena retrocesso dalla massima serie, disputa il campionato di Serie B, in cui si piazza in ottava posizione con 52 punti. La squadra parte bene nel torneo cadetto, navigando nelle posizioni di vertice, prima di andare incontro a un calo a metà torneo. Il girone di andata si chiude con il rossoblù terzi, ma si continua a soffrire: a fine febbraio salta la panchina di Luigi Radice, sostituito da un Gaetano Salvemini che non riesce a invertire la rotta, non andando al di là di un piazzamento a centro classifica. Questo nonostante un prolifico reparto d'attacco composto dall'emergente Vincenzo Montella, arrivato dall'Empoli e autore di 21 reti, e da Marco Nappi, rientrato dal prestito al Brescia e autore di 12 centri.
In Coppa Italia, nel primo turno il Genoa supera il Gualdo, prima di lasciare la competizione nel secondo turno per mano dell'Udinese. Più fortunato il cammino nella Coppa Anglo-Italiana, dove il grifone torna a sollevare un trofeo internazionale dopo trentadue anni, avendo la meglio del Port Vale nella finalissima di Wembley.

## Organigramma societario
Area direttiva
- Presidente: Aldo Spinelli

Area tecnica
- Allenatore: Luigi Radice, poi Gaetano Salvemini

## Rosa

Il giovane Vincenzo Montella, autore di 21 gol nel suo unico campionato trascorso sulla sponda rossoblù di Genova.

| N. |                        | Ruolo | Calciatore           |
| -- | ---------------------- | ----- | -------------------- |
| 1  | Italia (bandiera)      | P     | Gianpaolo Spagnulo   |
| 2  | Italia (bandiera)      | D     | Vincenzo Torrente    |
| 3  | Italia (bandiera)      | D     | Gianluca Francesconi |
| 4  | Italia (bandiera)      | D     | Daniele Delli Carri  |
| 5  | Italia (bandiera)      | D     | Fabio Galante        |
| 6  | Italia (bandiera)      | C     | Luca Cavallo         |
| 7  | Italia (bandiera)      | A     | Marco Nappi          |
| 8  | Italia (bandiera)      | C     | Mario Bortolazzi     |
| 9  | Italia (bandiera)      | A     | Vincenzo Montella    |
| 10 | Rep. Ceca (bandiera)   | A     | Tomáš Skuhravý       |
| 11 | Paesi Bassi (bandiera) | C     | John van 't Schip    |
| 12 | Italia (bandiera)      | P     | Gabriele Spinetta    |
| 13 | Italia (bandiera)      | D     | Matteo Rossi         |
| 14 | Italia (bandiera)      | D     | Alessandro Turrone   |

| N. |                   | Ruolo | Calciatore             |
| -- | ----------------- | ----- | ---------------------- |
| 15 | Italia (bandiera) | D     | Davide Nicola          |
| 16 | Italia (bandiera) | C     | Oscar Magoni           |
| 17 | Italia (bandiera) | C     | Pier Giovanni Rutzittu |
| 18 | Italia (bandiera) | D     | Massimiliano Corrado   |
| 19 | Italia (bandiera) | C     | Simone Pasticcio       |
| 20 | Italia (bandiera) | C     | Gennaro Ruotolo        |
| 21 | Italia (bandiera) | C     | Roberto Onorati        |
| 22 | Italia (bandiera) | P     | Luca Pastine           |
| 23 | Italia (bandiera) | D     | Fabio Rossi            |
| 24 | Italia (bandiera) | A     | Massimo Ciocci         |
| 25 | Italia (bandiera) | A     | Mirko Pagliarini       |
| 26 | Italia (bandiera) | D     | Gabriele Spinelli      |
| 27 | Italia (bandiera) | A     | Simone Spinelli        |
| 28 | Italia (bandiera) | C     | Alessio Balducci       |

## Calciomercato
| Arrivi | Arrivi            | Arrivi   | Arrivi           |
| R.     | Nome              | da       | Modalità         |
| ------ | ----------------- | -------- | ---------------- |
| A      | Vincenzo Montella | Empoli   | definitivo       |
| A      | Marco Nappi       | Brescia  | rientro prestito |
| D      | Davide Nicola     | Ancona   | definitivo       |
| C      | Luca Cavallo      | Perugia  | rientro prestito |
| C      | Oscar Magoni      | Atalanta | definitivo       |

| Partenze | Partenze         | Partenze         | Partenze      |
| R.       | Nome             | a                | Modalità      |
| -------- | ---------------- | ---------------- | ------------- |
| D        | Fabio Rossi      | Pistoiese        | prestito      |
| A        | Tomáš Skuhravý   | Sporting Lisbona | definitivo    |
| C        | Antonio Manicone | Inter            | fine prestito |
| C        | Dario Marcolin   | Lazio            | definitivo    |
| C        | Nicola Caricola  | N.Y. Red Bulls   | definitivo    |

## Risultati

### Campionato

#### Girone di andata
| Arbitro: | Nicchi (Arezzo) |

|                           |           |  |
| Zanini 12’ Ficcadenti 79’ | Marcatori |  |

| Arbitro: | Lana (Torino) |

|                                                                                            |           |  |
| Delli Carri 15’ Montella 48’ (rig.), 63’, 73’ S. Merlo 66’ (aut.) Nappi 83’ Pagliarini 89’ | Marcatori |  |

| Arbitro: | Bonfrisco (Monza) |

|                                 |           |             |
| Montella 23’ Terrera 90’ (aut.) | Marcatori | 88’ Bellini |

| Arbitro: | Boggi (Salerno) |

|                 |           |                             |
| Giunti 32’, 40’ | Marcatori | 9’ Van't Schip 52’ Montella |

| Arbitro: | Franceschini (Bari) |

|              |           |          |
| Torrente 15’ | Marcatori | 76’ Paci |

| Arbitro: | Quartuccio (Torre Annunziata) |

|  |           |                 |
|  | Marcatori | 49’ Van't Schip |

| Arbitro: | Trentalange (Torino) |

|                                |           |              |
| Ruotolo 25’ Mignani 66’ (aut.) | Marcatori | 19’ Rastelli |

| Arbitro: | Rosica (Roma) |

|                           |           |            |
| Montella 20’ Skuhravy 82’ | Marcatori | 42’ Hubner |

| Arbitro: | De Santis (Tivoli) |

|            |           |                     |
| Miceli 32’ | Marcatori | 88’ (rig.) Montella |

| Arbitro: | Messina (Bergamo) |

|                                                 |           |                   |
| Montella 10’, 55’, 65’ Bortolazzi 30’ Nappi 38’ | Marcatori | 80’ Di Giannatale |

| Arbitro: | Bettin (Padova) |

|                         |           |  |
| Campolonghi 5’ Neri 45’ | Marcatori |  |

| Arbitro: | Bazzoli (Merano) |

|           |           |  |
| Nappi 10’ | Marcatori |  |

| Arbitro: | Racalbuto (Gallarate) |

|                                     |           |              |
| Facci 32’ Tudisco 34’ Ricchetti 86’ | Marcatori | 14’ Montella |

| Arbitro: | Pairetto (Nichelino) |

|  |           |          |
|  | Marcatori | 9’ Nervo |

| Arbitro: | Cardona (Milano) |

|                     |           |                                    |
| Luiso 19’, 24’, 78’ | Marcatori | 11’ Nappi 37’ Montella 57’ Galante |

| Arbitro: | De Prisco (Nocera Inferiore) |

|                          |           |               |
| Montella 60’ (rig.), 79’ | Marcatori | 85’ Artistico |

| Arbitro: | Bolognino (Milano) |

|                                |           |              |
| Kolyvanov 21’ Gio. Tedesco 77’ | Marcatori | 72’ Montella |

| Arbitro: | Cinciripini (Ascoli Piceno) |

|  |           |                   |
|  | Marcatori | 40’ D. Pellegrini |

| Arbitro: | Dagnello (Trieste) |

|                                                        |           |  |
| Passoni 3’ Masolini 22’ (rig.) Massara 71’ Palumbo 85’ | Marcatori |  |

#### Girone di ritorno
| Arbitro: | Lana (Torino) |

|                                 |           |                         |
| Cavallo 11’ Montella 68’ (rig.) | Marcatori | 27’ De Vitis 29’ Zanini |

| Arbitro: | Beschin (Legnago) |

|                          |           |              |
| Ceramicola 6’ Pasino 90’ | Marcatori | 81’ Montella |

| Pistoia 4 febbraio 1996 22ª giornata | Pistoiese          | 0 – 0 | Genoa | Stadio Comunale\| Arbitro: \| Ercolino (Cassino) \| |
| Arbitro:                             | Ercolino (Cassino) |       |       |                                                     |

| Arbitro: | Serena (Bassano del Grappa) |

|  |           |           |
|  | Marcatori | 76’ Negri |

| Reggio Emilia 25 febbraio 1996 24ª giornata | Reggiana           | 0 – 0 | Genoa | Stadio Giglio\| Arbitro: \| Rodomonti (Teramo) \| |
| Arbitro:                                    | Rodomonti (Teramo) |       |       |                                                   |

| Arbitro: | L. Branzoni (Pavia) |

|                                         |           |            |
| Montella 25’, 52’ (rig.) Pagliarini 90’ | Marcatori | 4’ Cossato |

| Arbitro: | Bonfrisco (Monza) |

|                            |           |  |
| Bettarini 50’ Rastelli 82’ | Marcatori |  |

| Arbitro: | Pairetto (Nichelino) |

|                                     |           |           |
| Favi 2’ Binotto 58’ G. Bizzarri 90’ | Marcatori | 43’ Nappi |

| Arbitro: | De Santis (Tivoli) |

|                                 |           |  |
| Nappi 1’ Magoni 70’ Galante 78’ | Marcatori |  |

| Arbitro: | Stafoggia (Pesaro) |

|           |           |  |
| Sullo 44’ | Marcatori |  |

| Arbitro: | Tombolini (Ancona) |

|                            |           |              |
| Bortolazzi 7’ Montella 37’ | Marcatori | 5’, 64’ Neri |

| Arbitro: | Franceschini (Bari) |

|                                                |           |  |
| Galante 19’ (aut.) Vasari 38’, 87’ Tedesco 67’ | Marcatori |  |

| Arbitro: | Braschi (Prato) |

|           |           |  |
| Nappi 44’ | Marcatori |  |

| Arbitro: | Trentalange (Torino) |

|                       |           |           |
| Nervo 48’ Scapolo 57’ | Marcatori | 90’ Nappi |

| Arbitro: | Bettin (Padova) |

|                                          |           |  |
| Ruotolo 3’ Nappi 32’ Montella 66’ (rig.) | Marcatori |  |

| Arbitro: | Treossi (Forlì) |

|                           |           |                                            |
| Artistico 32’, 89’ (rig.) | Marcatori | 24’ Bortolazzi 60’ Galante 88’ Francesconi |

| Arbitro: | Rodomonti (Teramo) |

|           |           |                        |
| Nappi 67’ | Marcatori | 57’ (aut.) Delli Carri |

| Arbitro: | Quartuccio (Torre Annunziata) |

|                                  |           |                |
| Bortoluzzi 57’ D. Pellegrini 60’ | Marcatori | 17’, 37’ Nappi |

| Arbitro: | Borriello (Mantova) |

|                          |           |  |
| Spinelli 85’ Ruotolo 90’ | Marcatori |  |

### Coppa Italia
| Arbitro: | Bonfrisco (Monza) |

|  |           |                                        |
|  | Marcatori | 3’, 41’ Montella 86’ Galante 90’ Nappi |

| Arbitro: | Ceccarini (Livorno) |

|                                              |           |  |
| Bierhoff 40’ Ruotolo 64’ (aut.) Desideri 68’ | Marcatori |  |